# Fred Pentland

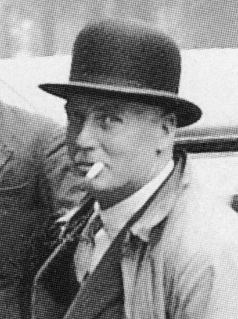
Frederick "el Bombin" Pentland (1930)

Frederick Beaconsfield Pentland (* 29. Juli 1883 in Wolverhampton; † 16. März 1962 in Poole) war ein englischer Fußballspieler und -trainer. Nach seiner aktiven Karriere, während der er als Stürmer u. a. für die Blackburn Rovers, Queens Park Rangers, den FC Middlesbrough und England spielte, war er als Trainer tätig und machte sich insbesondere in Spanien bei Athletic Bilbao und Athletic Madrid einen Namen.
Wegen seines Markenzeichens, der Melone, erhielt er in Spanien während seiner Zeit bei Athletic Bilbao den Spitznamen El Bombín. Mit zwei Meistertiteln und fünf Pokalsiegen ist Pentland bei den Basken noch immer der erfolgreichste Trainer der Vereinsgeschichte. Nach dem Ausbruch des Spanischen Bürgerkrieges kehrte er nach England zurück und war dort kurzzeitig für den AFC Barrow tätig.

## Karriere

### Als Spieler
Bevor Pentland vom FC Blackpool verpflichtet wurde, arbeitete er als Assistent eines Büchsenmachers und spielte für mehrere Juniorenvereine in Birmingham. Nach nur acht Spielen für Blackpool zog es Pentland anschließend zu den Blackburn Rovers, bei welchen er auf Samuel Wolstenholme traf und in drei Jahren 51 Ligaspiele bestritt. Über den FC Brentford landete Pentland 1907 bei den Queens Park Rangers und verhalf dem Verein 1908 mit 14 Toren in 37 Spielen zum Gewinn der Southern Football League. Daraufhin nahm er am Spiel um den FA Charity Shield 1908 gegen den englischen Meister Manchester United teil. Noch im selben Jahr wechselte er in die Football League First Division zum FC Middlesbrough, bei dem er mit Teamkollegen wie Alf Common und Steve Bloomer zusammenspielte. Während dieser Zeit absolvierte Pentland an der Seite von Vivian Woodward fünf Länderspiele für die englische Nationalmannschaft und gewann mit dieser im Jahr 1909 die British Home Championship. Ab 1912 spielte Pentland noch für Halifax Town und Stoke City, ehe er seine aktive Karriere aufgrund einer Knieverletzung im April 1914 beenden musste.

### Als Trainer
Kurz nach seinem Karriereende als Fußballspieler ging Pentland 1914 nach Berlin und sollte dort Athleten auf die Olympischen Sommerspiele 1916 vorbereiten. Als wenige Monate später der Erste Weltkrieg ausbrach, wurde er in das Internierungslager Ruhleben im Berliner Bezirk Spandau gebracht. Dort organisierte er schon bald Liga- und Pokalspiele und trug regelmäßig zu Artikeln im Lagermagazin bei. Pentland war jedoch nur einer von mehreren ehemaligen professionellen Fußballern im Lager. Beispielsweise befanden sich auch seine ehemaligen Teamkollegen Samuel Wolstenholme und Steve Bloomer, aber auch Fred Spiksley, Edwin Dutton und John Brearley unter den Häftlingen. Pentland war bis zum Ende des Krieges im Lager inhaftiert und kehrte anschließend nach England zurück.
Im Jahr 1920 trainierte Pentland die A.S.S. in Straßburg und später die französische Nationalmannschaft während der Olympischen Spiele. Nach einem Freilos im Achtelfinale zogen die Franzosen durch einen 3:1-Sieg gegen Italien ins Halbfinale ein. Dort unterlag die Mannschaft jedoch mit 1:4 gegen die Tschechoslowakei.
Nach der Olympiade übernahm Pentland 1920 den spanischen Verein Racing Santander und ein Jahr später schließlich Athletic Bilbao. Dort revolutionierte der Engländer die Spielweise der Basken durch die Einführung des Kurzpassspiels und gewann 1923 die Copa del Rey. 1925 verließ er jedoch Bilbao und wurde Trainer des Hauptstadtklubs Athletic Madrid, den er 1926 ins Pokalfinale führte. Nach einem Jahr beim neu gegründeten Klub Real Oviedo kehrte er nach Madrid zurück und gewann mit Athletic 1928 das Campeonato Centro. Er betreute den Verein zudem während der ersten Austragung der neu eingeführten Primera División und führte Athletic zum sechsten Platz in der damaligen Zehnerliga. Im Mai 1929 half er dem spanischen Nationaltrainer José María Mateos aus, als Spanien im Stadium Metropolitano mit 4:3 gegen England gewann und zum ersten nicht-britischen Team wurde, das die Engländer besiegte. Im selben Jahr übernahm Pentland erneut Athletic Bilbao und gewann mit dem Verein 1930 und 1931 das Double. In den Jahren 1932 und 1933 wurde Bilbao jeweils Vizemeister und gewann zudem zwei weitere Male und somit insgesamt vier Mal in Folge den spanischen Pokal. 1933 wurde er zum dritten Mal von Athletic Madrid, das 1930 abgestiegen war, unter Vertrag genommen. Er führte den Zweitligisten zurück in die Primera División. Nach dem Ausbruch des Spanischen Bürgerkrieges kehrte er nach England zurück.

## Titel und Erfolge
Als Spieler:
- Southern Football League: 1908
- British Home Championship: 1909

Als Trainer:
- Spanischer Meister: 1930, 1931
- Spanischer Pokalsieger: 1923, 1930, 1931, 1932, 1933
- Campeonato Centro: 1928
- Campeonato de Vizcaya: 1924, 1925, 1931, 1932, 1933
- Aufstieg in die Primera División: 1934